# Kasper de Fries-Johansen
Kasper de Fries-Johansen (Ølstykke, 19 juli 1982) is een Deens voormalig voetballer die zowel als aanvaller als verdediger speelde.
Hij begon bij IF Skjold Birkeröd en kwam in Denemarken ook uit voor KB (dat als satellietclub voor FC Kopenhagen fungeerde), Ølstykke FC en BK Skjold. In 2006 speelde hij een half jaar in Zwitserland voor FC Naters.
De Fries-Johansen speelde vanaf 2007 in Nederland. Hij liep eerst tevergeefs stage bij FC Den Bosch en kreeg vervolgens na een stage een contract bij eerstedivisieclub HFC Haarlem. Medio 2008 liep zijn contract af en eind augustus 2008 vervolgde hij zijn loopbaan op amateurbasis bijTelstar. In het Nederlandse amateurvoetbal kwam hij vervolgens uit voor FC Lisse, BVV De Kennemers, HVV Hollandia en VV HBOK. In 2015 speelde hij een paar maanden voor het Noorse IF Fram. Hij besloot zijn loopbaan bij AFC '34. 
| Seizoen   | Land      | Club        | Wedstrijden | Goals |
| --------- | --------- | ----------- | ----------- | ----- |
| 2007/2008 | Nederland | HFC Haarlem | 13          | 1     |
| 2008/2009 | Nederland | Telstar     | 15          | 3     |
| 2009/2010 | Nederland | Telstar     | 0           | 0     |